# Europese kampioenschappen streetskateboarden 2018
De Europese kampioenschappen streetskateboarden 2018 vonden van 31 augustus tot 2 september 2018 plaats in het Zwitserse Bazel. De Oostenrijkse skateboardster Julia Brückler werd Europees kampioene bij de dames en de Fransman Benjamin Garcia bij de heren. 

## Uitslagen
| Heren  | Heren            | Heren | Heren |
| Plaats | Atleet           | score |       |
| ------ | ---------------- | ----- | ----- |
| Goud   | Benjamin Garcia  | 85,00 |       |
| Zilver | Joseph Garbaccio | 82,67 |       |
| Brons  | Matias Dellolio  | 82,33 |       |
| 4      | Douwe Macare     | 82,00 |       |
| 5      | Maxim Habanec    | 79,33 |       |

| Dames  | Dames             | Dames | Dames |
| Plaats | Atleet            | score |       |
| ------ | ----------------- | ----- | ----- |
| Goud   | Julia Brückler    | 60,67 |       |
| Zilver | Candy Jacobs      | 60,33 |       |
| Brons  | Lore Bruggeman    | 46,33 |       |
| 4      | Keet Oldenbeuving | 46,00 |       |
| 5      | Kate Shengeliyo   | 35,00 |       |